# Centaurea leucomalla
Centaurea leucomalla — вид квіткових рослин айстрових (Asteraceae). Ендемік Північної Македонії.